# Список сеньоров, виконтов и герцогов Юзеса
Сеньоры, виконты и герцоги Изеса (Юзеса) (фр. seigneurs, vicomtes puis ducs de Uzès) — титулы правителей французского графства Юзес.

## Сеньоры д’Юзес
- ?—после 1094 : Эльзар (ум. после 1094)
- после 1094—1138 : Райнон (сеньор Юзеса) (ум. 1156 или позднее)
- 1138—после 1174 : Бермонд I (ум. после 1174), сын Раймунда Декана II, сеньора Поскье, племянник предыдущего
- после 1174—1205/1208 : Раймунд Раскас (ум. 1205/1208), сын предыдущего
- 1205/1208—1208/1212 : Декан II (ум. 1208/1212), сын предыдущего
- 1208/1212—1254 : Бермонд II (ум. 1254), брат предыдущего
- 1254—ок. 1283 : Декан II (ум. 1283 или позднее), сын предыдущего
- ок. 1283— ранее 1328 : Бермонд III (ум. ранее 1328 или позднее), сын предыдущего

## Виконты д’Юзес
- ранее 1328—1349 : Роберт I (ум. 1349), сын предыдущего
- 1349—1361 : Декан III (1330—1361)
- 1361—? : Раймунд
- 1361—? : Неизвестно, сын предыдущего
- ?—1390 : Альзас (1340—1390), сын предыдущего
- 1390—1426 : Роберт II (1380—1426), сын предыдущего
- 1426—1475 : Жан (1430—1475), сын предыдущего
- 1475— 1525 : Жак I де Крюссоль (1460—1525)
- 1525—1546 : Шарль де Крюссоль (1483—1526), сын предыдущего

## Герцоги д’Юзес
1. 1546—1573 : Антуан де Крюссоль (1528—1573)
2. 1573—1586 : Жак II де Крюссоль (1540—1586)
3. 1586—1657 : Эммануэль I де Крюссоль (1581—1657)
4. 1657—1674 : Франсуа де Крюссоль (1604—1680)
5. 1674—1692 : Эммануэль II де Крюссоль (1637—1692)
6. 1692—1693 : Луи де Крюссоль (1668—1693)
7. 1693—1725 : Жан Шарль де Крюссоль (1675—1739)
8. 1725—1762 : Шарль Эммануэль де Крюссоль (1707—1762)
9. 1762—1802 : Франсуа Эммануэль де Крюссоль (1728—1802)
10. 1802—1842 : Мари Франсуа де Крюссоль (1756—1843)
11. 1842—1872 : Жеро де Крюссоль д'Юзес (1808—1872)
12. 1872—1878 : Эммануэль де Крюссоль д'Юзес (1840—1878)
13. 1878—1893 : Жак де Крюссоль д'Юзес (1868—1893)
14. 1893—1943 : Луи Эммануэль де Крюссоль д'Юзес (1871—1943)
15. 1943—1999 : Эммануэль Жак де Крюссоль д'Юзес (1927—1999)
16. 1999—2001 : Луи де Крюссоль д'Юзес (1925—2001)
17. 2001—  : Жак Эммануэль де Крюссоль д'Юзес (1957—)